# Saara Espanhol
```
   |-
       |
Erro:
:  
valor não especificado para "
nome_comum
"
```

Mapa dos territórios espanhóis situados no noroeste da África em meados do século XX

O Saara Espanhol, Sara Espanhol ou Sáara Espanhol (em castelhano: Sáhara Español; em árabe: الصحراء الإسبانية; romaniz.: As-Sahrā'a al-Isbānīyah) foi uma colônia espanhola e mais tarde uma província espanhola, cujo território é conhecido atualmente como Saara Ocidental e que existiu entre 1884 e 1975.

## Limites
Os limites do Saara Espanhol eram:
- Norte com Marrocos.[3]
- Nordeste com a Argélia e a Mauritânia.[3]
- Sul com a Mauritânia.[3]
- Oeste pelo Oceano Atlântico.[3]
- Noroeste pelo Oceano Atlântico.[3]

## História
Os portugueses chegam a baia do rio de oro em 1436, que erroneamente a identificam como rio do ouro. Devido ao deserto e a hostilidade das populações, este território é ignorado pelos europeus nos séculos seguintes. 
O inicio da ocupação colonial Espanhola começou em 1884 quando Emilio Bonelli, da Sociedad Española de Africanistas y Colonistas assinou na baía do Rio de Oro, tratados com os povos saarauis. Posteriormente a Espanha reivindicou um protetorado sobre a toda a zona costeira. A ocupação do interior foi dificultada pelas reivindicações francesas sobre a Mauritânia e pela resistencia dos povos saarauis, liderados pelo xeque Māʾ al-ʿAynayn. O Cabo Juby foi ocupado pela Espanha pelo coronel Francisco Bens em 1916, Lagouira foi ocupado em 1920 e Smara e o resto do interior foram ocupados em 1934.
Em 1946, o Saara Espanhol passou a integrar o então criado agrupamento de territórios designado como África Ocidental Espanhola.  Em 1957, o território foi reivindicado por Marrocos, que acabara de se tornar independente no ano anterior. As tropas espanholas conseguiram repelir as incursões militares marroquinas no território e, em 1958, a Espanha uniu formalmente Río de Oro e Saguia el-Hamra em uma província espanhola conhecida como Saara Espanhol. Após obter a sua independência em 1960, a Mauritânia também passou a reivindicar o território. Em 1965 as Nações Unidas pedem a descolonização do Saara Espanhol. A partir da década de 1960 devido a seca, desertificação e o impacto das descobertas de fosfato, a população nômada começou a mudar-se para as cidades. Estas mudanças sociais e econômicas levaram a um aumento da consciência nacional e do sentimento anticolonial. Isto levou a uma insurgência guerrilheira dos habitantes indígenas do Saara Espanhol, no início dos anos 1970, liderada pela Frente Popular para a Libertação de Saguia el-Hamra e Río de Oro (Frente Polisário).
Em 1975 o rei Hassan II de Marrocos desafia uma decisão do Tribunal de Haia a favor dos direitos Saarauis à autodeterminação e organiza a Marcha Verde de 350.000 marroquinos no Saara Espanhol. A insurgência e a Marcha Verde marroquina, levou a Espanha a retirar-se em 1975. Em 1976 após a celebração do Acordo de Madrid, a Espanha cedeu a administração do território a Marrocos e à Mauritânia, um ato que não foi reconhecido pela comunidade internacional. Marrocos ficou com os dois terços do norte e a Mauritânia ficou com o terço sul. Em 1976, a Frente Polisário declarou um governo no exílio ao qual chamou de República Árabe Saariana Democrática e iniciou uma guerra de guerrinha contra as forças Marroquinas e Mauritanas. A partir desta data, o Saara Espanhol passou a ser conhecido como Saara Ocidental.

## Território e administração

### Extensão territorial
Até 1973 o Saara Espanhol estava dividido em duas regiões. A norte a região de Saguia el Hamra, com capital em El Aaiún, e uma extensão de 82.000 km², e a sul a região do Río de Ouro, com capital em Villa Cisneros e uma extensão de 184 000 km².
A partir de 1973 o Saara Espanhol passou a estar dividido em três regiões. A região norte com capital em El Aaiún, com uma extensão de 26 000 km², a região noroeste com capital em Smara e uma extensão de 56 000 km² e a região sul com capital em Villa Cisneros e uma extensão de 184 000 km². A extensão total da fronteira do Saara Espanhol era de 1 570,5 km.

### Divisão administrativa
Em El Aaiún estava sediado o Governo Geral da província e a Delegação da região norte. Em Villa Cisneros estava sediado a Delegação da região sul e na cidade de Smara estava sediado a Delegação da região noroeste.

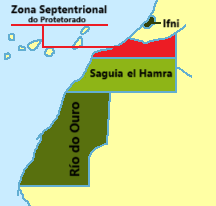
Os territórios que constituíam a África Ocidental Espanhola.
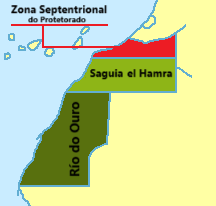
Os territórios que constituíam o Saara Espanhol.
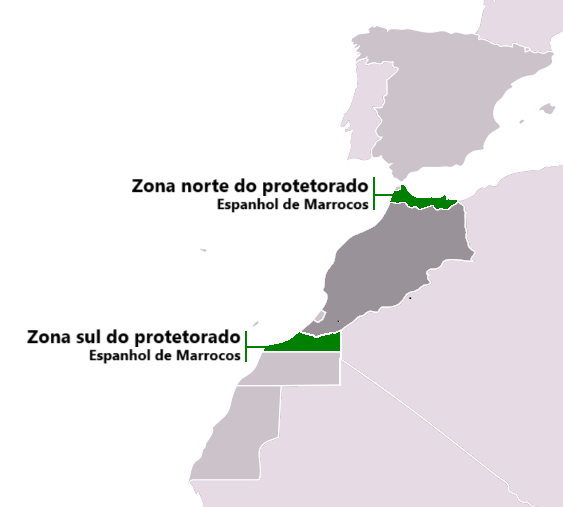
As duas zonas do protetorado Espanhol de Marrocos.

## Geografia

### Relevo
O Saara Espanhol tinha uma costa de 1 062 km. Os principais rios eram o rio Marmuza-Uad (extensão de 150 km), o Uad Sbaira (extensão de 100 km), o Uad Felda (extensão de 75 km), Uad Atul (extensão total de 375 km), o Uad Tenualur (extensão de 130 km) e o Sagula El Hamra (extensão de 620 km).

### Vegetação e pecuária
Situada em território desértico, as principais espécies de arvores existente na província eram a acácia radiana e as palmeiras. A nível de animais, as principais espécies eram o gado caprino, camelos e Ovino.

## Demografia
Segundo os censos realizados pelas autoridades espanholas, a população da província era a seguinte:
|          | 1970   | 1967   | 1960   | 1950   |
| -------- | ------ | ------ | ------ | ------ |
| Naturais | 59 777 | 46 558 | 18 489 | 12 287 |
| Europeus | 16 648 | 10 184 | 5 304  | 1 340  |
| Total    | 76 425 | 56 742 | 23 793 | 13 627 |

Nota: Os censos de 1950 incluía a zona Septentrional do protetorado.

### População por regiões
Segundo os censos realizados pelas autoridades espanholas, a população distribuía-se da seguinte forma:
| Cidade de:                        |          | 1970   | 1967   | 1960   | (a) 1950 | 1940 |
| --------------------------------- | -------- | ------ | ------ | ------ | -------- | ---- |
| El Aaiún                          | Naturais | 12 229 | 9 688  | 2 644  | 1 191    | -    |
| El Aaiún                          | Europeus | 12 290 | 6 631  | 2 607  | 168      | -    |
| El Aaiún                          | Total    | 24 519 | 16 319 | 5 251  | 1 .359   | 143  |
| Villa Cisneros                    | Naturais | 2 832  | 2 364  | 1 332  | 577      | -    |
| Villa Cisneros                    | Europeus | 3 722  | 3 090  | 629    | 434      | -    |
| Villa Cisneros                    | Total    | 6 554  | 5 454  | 1 961  | 1 011    | 86   |
| Smara                             | Naturais | 2 303  | 1 916  | -      | 395      | -    |
| Smara                             | Europeus | 352    | 214    | -      | 0        | -    |
| Smara                             | Total    | 2 655  | 2 130  | -      | 395      | -    |
| Lagouira                          | Naturais | 606    | 501    | -      | 148      | -    |
| Lagouira                          | Europeus | 284    | 249    | -      | 53       | -    |
| Lagouira                          | Total    | 890    | 750    | -      | 201      | 38   |
| Resto da província (zonas rurais) | Naturais | 41 807 | 32 089 | 14 513 | 28 471   | -    |
| Resto da província (zonas rurais) | Europeus | 0      | 0      | 2 068  | 0        | -    |
| Resto da província (zonas rurais) | Total    | 41 807 | 32 089 | 16 581 | 28 471   | -    |
| Total                             | Naturais | 59 777 | 46 558 | 18 489 | 12 287   | -    |
| Total                             | Europeus | 16 648 | 10 184 | 5 304  | 1 340    | -    |
| Total                             | Total    | 76 425 | 56 742 | 23 793 | 13 627   | -    |

(a) Os censos de 1950 incluía a zona Septentrional do protetorado.
Em 1949 estimava-se que habitavam 13 520 pessoas na região de Saguia el Hamra. 

### Tribos
As principais tribos da região de Saguía Hamra eram: os Requeibat el Guasem, os Abel Chej Ma el Aaiún, os Arosien e os Filala. Na região do Rio do Ouro eram os: Ulad Delim, os Regueibat Sahel, os Larosiien e os Ulad Tidrarín.

## Transportes
Em 1969 a rede rodoviária tinha uma extensão de  6.300 km. A cidade de Villa Cisneros contava com um aeroporto com linhas regulares.